# 미하일로 로만추크
미하일로 미하일로비치 로만추크(우크라이나어: Миха́йло Миха́йлович Романчу́к, 1996년 8월 7일~)는 우크라이나의 수영 선수로 주 종목은 자유형이다. 2020년 하계 올림픽에서 남자 자유형 15000m 은메달과 남자 자유형 800m 동메달을 획득하였으며 세계 선수권 대회에서 은메달 2개, 동메달 2개를 획득했다.